# Saint-Florent (Corsica)
Saint-Florent (Italiaans: San Fiorenzo, Corsicaans: San Fiurenzu) is een Franse gemeente in het departement Haute-Corse en de regio Corsica. De gemeente maakt deel uit van het arrondissement Calvi. Saint-Florent telde op 1 januari 2022 1.685 inwoners.
Het dorpje ligt op een in het oog springende rotspiek. De ruïnes van de grote middeleeuwse citadel zijn opvallend, maar de romaans gebouwde kathedraal van Nebbio eveneens. Het is het laatst overgebleven deel van het in de 16e eeuw verlaten stadje Nebbio. Officieel was tot 1848 de naam van de plaats Italiaans San Fiorenzo.
De meeste toeristen komen hier voor het onderwatervissen. Zwemmers gaan naar de twee (keien)stranden aan de noordzijde, maar een klein zandstrandje ligt langs de Aliso-rivier.

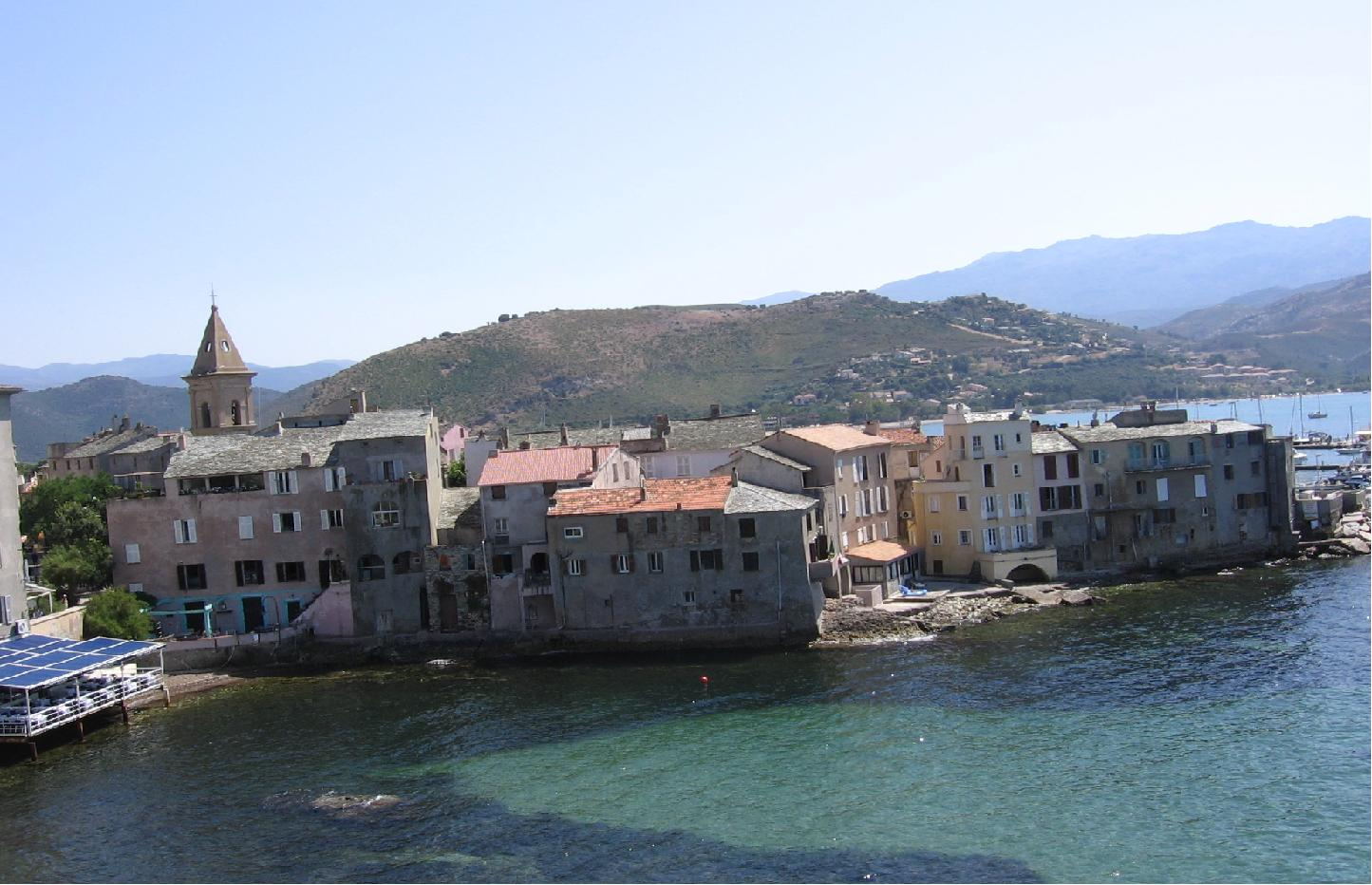
Saint-Florent

## Geografie
De oppervlakte van Saint-Florent bedroeg op 1 januari 2022 17,98 vierkante kilometer; de bevolkingsdichtheid was toen 93,7 inwoners per km².
De onderstaande kaart toont de ligging van Patrimonio met de belangrijkste infrastructuur en aangrenzende gemeenten.

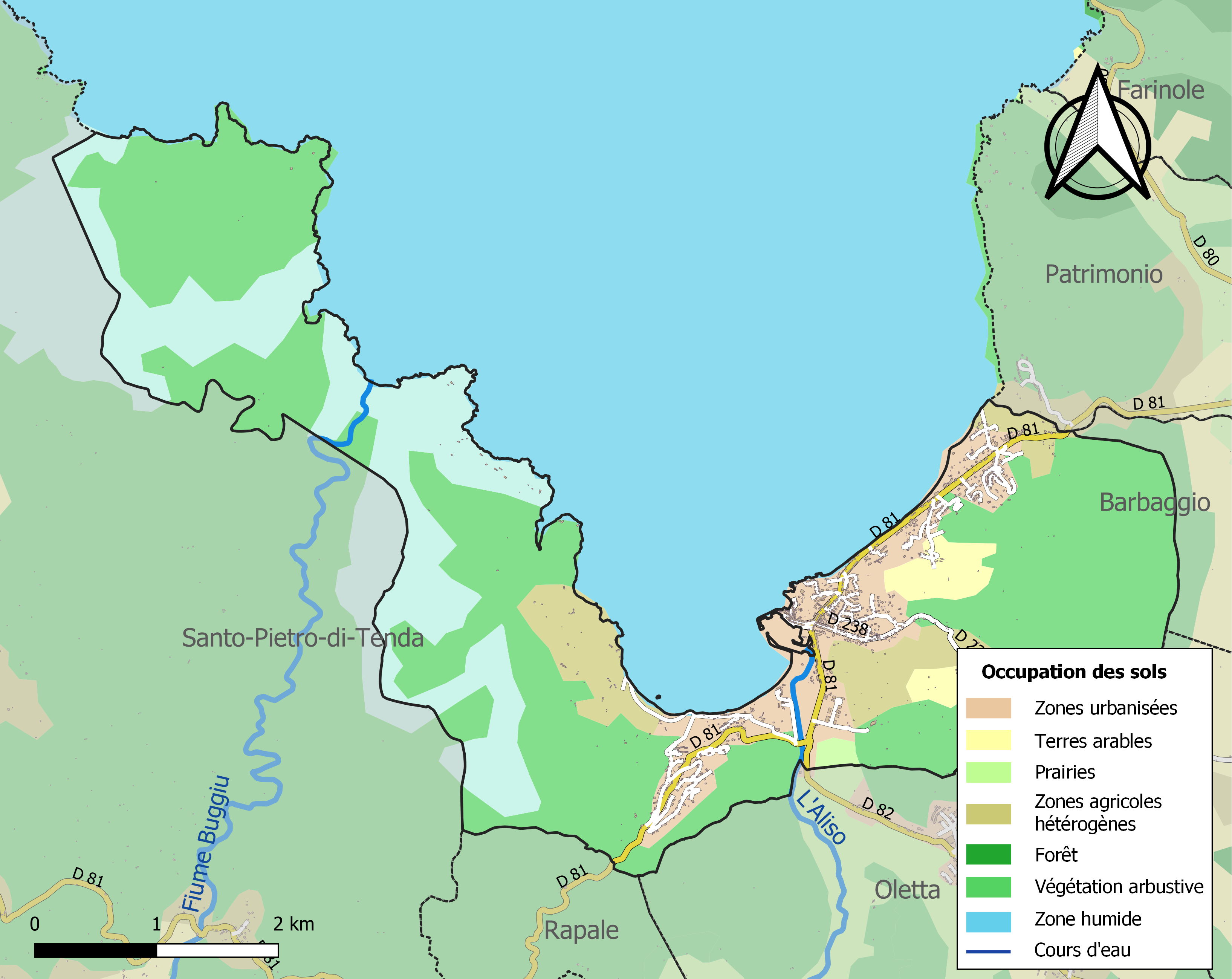

## Demografie
Onderstaande figuur toont het verloop van het inwonertal (bron: INSEE-tellingen).